# Bolszyje Kopieny
Bolszyje Kopieny (ros. Большие Копены) – wieś (sieło) w Rosji, w obwodzie saratowskim, w rejonie łysogorskim. W 2010 liczyła 699 mieszkańców.